# إدواردو لورينزو
إدواردو لورينزو هو لاعب رماية دومينيكاني، ولد في 31 أغسطس 1966 في سانتياغو دي لوس كاباليروس في جمهورية الدومينيكان.

## وصلات خارجية
- إدواردو لورينزو على موقع الاتحاد الدولي (الإنجليزية)
- إدواردو لورينزو على موقع أوليمبيديا (الإنجليزية)